# 岡納斯科因島

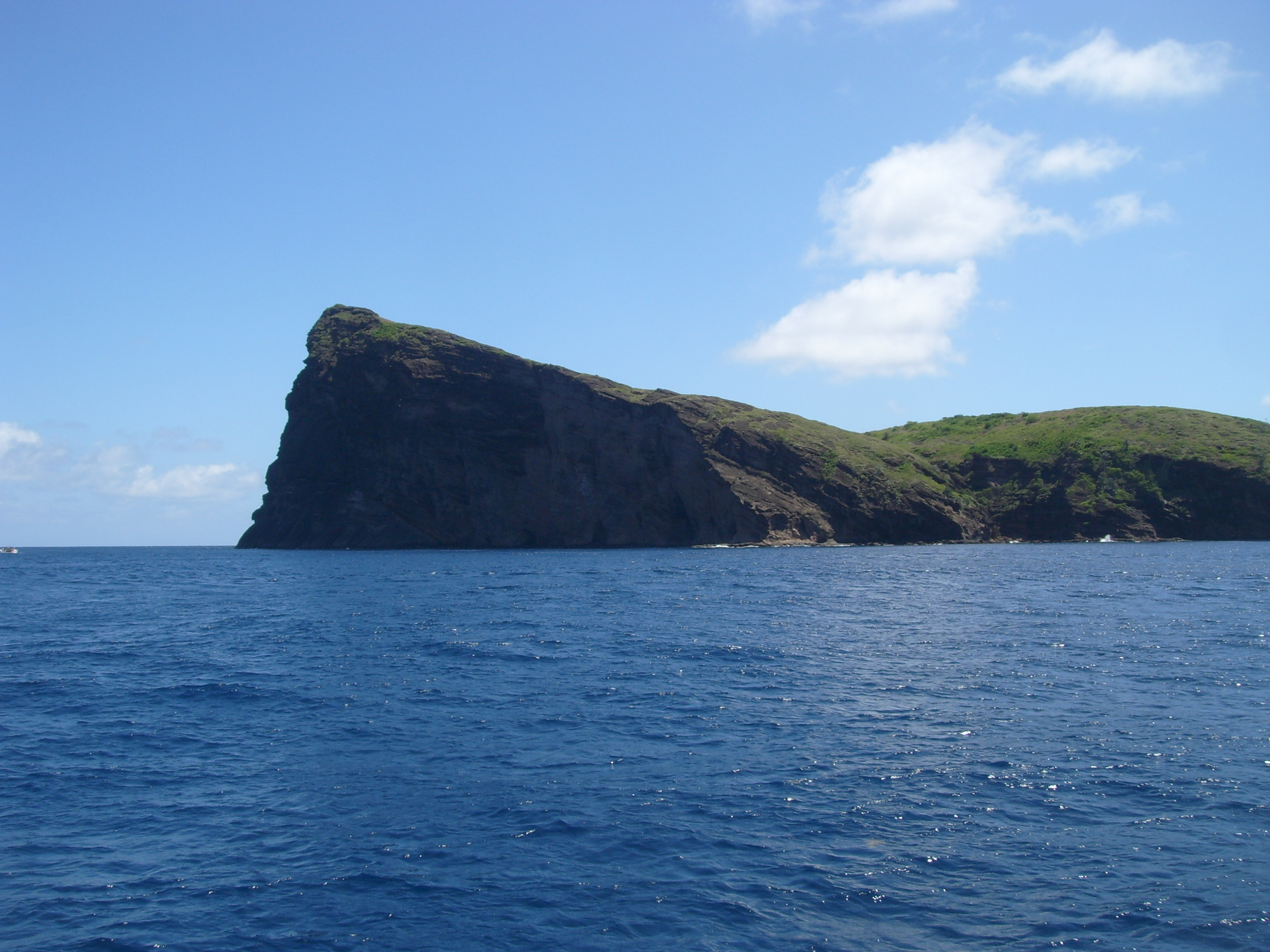
岡納斯科因島

岡納斯科因島（英語：Gunner's Quoin）是非洲東部島國毛里裘斯的島嶼，屬於馬斯克林群島的一部分，位於毛里裘斯島以北，面積0.76平方公里，是潛水和賞鯨的熱門地點。